# Feiertage in Japan
In Japan gibt es sechzehn gesetzliche Feiertage (jap. 祝日, shukujitsu) pro Jahr, die im Staatlichen Gesetz zu den Feiertagen des Volkes (国民の祝日に関する法律, kokumin no shukujitsu ni kansuru hōritsu) vom 20. Juli 1948 festgelegt sind. Wie auch in Deutschland sind einige dieser Feiertage bewegliche Feiertage (移動祝日, idō shukujitsu), die meisten Feiertage sind jedoch an ein unveränderliches Datum geknüpft. 
Wenn ein Feiertag auf einen Sonntag fällt, ist der darauf folgende Montag ein arbeitsfreier Tag (振(り)替(え)休日, furikae kyūjitsu , dt. „verschobener Feiertag“). Jeder Einzeltag, der zwischen zwei Feiertage fällt ist ebenfalls ein arbeitsfreier Tag (国民の休日, kokumin no kyūjitsu, dt. „Ruhetag der Bürger“). 
Insgesamt gelten in Japan 16 Tage pro Jahr als Feiertage (bis 2015 waren es 15); damit hat Japan die meisten Feiertage eines Industrielandes.
Neben den gesetzlichen Feiertagen gibt es auch in Japan eine große Zahl regionaler Gedenk- und Festtage (matsuri). Bevor die gesetzlichen Feiertage durch das japanische Recht geregelt wurden, unterschied man zwischen shukujitsu (祝日), allgemein für Feiertag, und saijitsu (祭日), dem religiösen Feiertag bzw. regionalen Sitten folgenden Festtagen (matsuri).
Japan übernahm am 14. Oktober 1873 mit einer Bekanntmachung des Kabinetts den Gregorianischen Kalender. Bis dahin basierte die Zeitmessung auf dem Lunisolarkalender. Bis zur Revision durch das Gesetz von 1948 wurden die Feiertage als shukusaijitsu (祝祭日) bezeichnet.

## Liste der gesetzlichen Feiertage (国民の祝日)

### Januar
- Neujahr (元日 ganjitsu, 元旦 gantan oder 新年 shinnen): 1. Januar
Am japanischen Neujahrstag gibt es traditionell ein Familienessen mit besonderen Speisen, die symbolische Bedeutungen haben, wie zum Beispiel lange Buchweizennudeln für ein langes Leben.
Außerdem steht in der Regel ein Besuch an einem Shintō-Schrein (hatsumōde) auf dem Programm. Allerdings muss man dafür besonders vor großen und beliebten Schreinen Menschenaufläufe und Gedränge in Kauf nehmen. Vor japanischen Schreinen (deren Gebäude man nicht betritt) wird Münzgeld geopfert, indem man es in eine dafür aufgestellte Holzkiste wirft. Mancherorts wird speziell für diesen Tag eine zweite oder größere Kiste aufgestellt, um alles Geld aufzunehmen. Im Meiji-Schrein in Tokio wird sogar extra die Fläche einer Dreiraumwohnung mit Plastikplane ausgeschlagen, da dort der Andrang besonders groß ist. Um Mitternacht, wenn in Europa die Feuerwerke beginnen, beginnt hier der Geldregen. Nachdem die Besucher teilweise schon stundenlang im Hof des Schreins gewartet haben, wird um 24 Uhr eine Glocke geschlagen. Daraufhin werfen alle in Reichweite des Geldkastens mit Münzen, vornehmlich denen zu 5 Yen, da diese als besonders glücksbringend angesehen werden. An diesem Tag kann man auch viele Japaner im traditionellen Kimono auf den Straßen sehen. Auch die folgenden Tage gelten noch als Feiertage, und somit ist Neujahr eine der drei Hauptferienzeiten in Japan, neben der „Goldenen Woche“ um den 1. Mai und O-bon im August. Fast alle Firmen und Behörden machen vom 29. Dezember bis zum 3. oder 5. Januar Betriebsferien. Am 1. Januar bleiben fast alle Geschäfte geschlossen.
Zu diesem Feiertag werden auch die Häuser und Autos geschmückt. Sehr beliebt sind dafür Bündel von Bambus, goldene Papiervögel und nach Schrein-Art gefaltetes Reispapier. Auch beginnt mit Neujahr ein neues Tierkreiszeichen, das in Japan nur jährlich wechselt. Deshalb sind auch Bilder und Statuen des jeweils neuen Tiers sehr beliebt, das Tier ist auch Hauptmotiv auf den an sämtliche Bekannte verschickte Neujahrskarten.
- Tag der Mündigkeitserklärung (成人の日 seijin no hi): Am zweiten Montag im Januar (bis 1999 am 15. Januar, Feiertag seit 1948) An diesem Tag sieht man viele 20-jährige (genauer all diejenigen, die in diesem Kalenderjahr zwanzig Jahre alt werden) im Kimono auf dem Weg zum Rathaus, wo eine Zeremonie zur Feier der Volljährigkeit stattfindet. Für viele junge Japanerinnen ist dies neben der Hochzeit die einzige Gelegenheit, zu der noch ein Kimono angelegt wird.

### Februar
- Gedenktag der Staatsgründung (建国記念の日 kenkoku kinen no hi): 11. Februar; staatlicher Feiertag von 1873 bis 1948 (unter dem Namen 紀元節 kigensetsu) und erneut seit 1966. Neben dem Kaisergeburtstag ein Nationalfeiertag[2]
- Geburtstag des Kaisers (天皇誕生日 tennō tanjōbi): 23. Februar (Geburtstag des jetzigen Kaisers Naruhito, Feiertag seit 2020)
Der Geburtstag jedes amtierenden Kaisers, des Tennō, ist für die Dauer seiner Regentschaft ein Feiertag, wird jedoch gelegentlich auch nach dessen Abtritt noch beibehalten (siehe Shōwa no hi im April und Bunka no Hi im November). Von 1989 bis 2018 wurde dieser Tag am 23. Dezember gefeiert, dem Geburtstag des Kaisers Akihito. 2019 gab es diesen Feiertag nicht, da Akihito am 30. April abdankte, also vor seinem Geburtstag, und Naruhitos Geburtstag zu Beginn seiner Regentschaft schon vorbei war. Am Geburtstag des derzeitigen Tenno wird ein Teil des Innenhofes des Kaiserpalastes für die Allgemeinheit geöffnet und der Kaiser hält eine traditionelle Ansprache vom Balkon des Chōwaden-Palastes. Neben dem Gedenktag der Staatsgründung ist der Kaisergeburtstag ein Nationalfeiertag.[2]

### März
- Frühlingsanfang (春分の日 shunbun no hi): um den 21. März
Der Frühlingsanfang fällt zeitlich ungefähr zusammen mit der Kirschblüte (sakura), was in Japan ein wichtiges Ereignis ist und tagelang in den Medien besprochen wird. Der Frühlingsanfang selbst ist kein Grund zum Feiern, aber sobald, je nach Witterung mal früher, mal später, die japanischen Kirschbäume in den Parks blühen, ist die Hanami-Saison eröffnet. Für die Dauer der Blüte (die bei dieser Baumart nur wenige Tage dauert) trifft man sich mit Freunden und Kollegen abends unter den Bäumen, macht Picknick mit viel Sake und Sushi und manchmal auch der Karaoke-Maschine. Die Kirschblütenzeit wandert dabei innerhalb einiger Wochen von Süden nach Norden über Japan hinweg.

### April
- Shōwa-Tag (昭和の日 Shōwa no hi): 29. April
Von 1927 bis 1988 wurde an diesem Tag der Geburtstag des Shōwa-Kaisers (Hirohito) gefeiert. 1989, seinem Todesjahr, wurde der 29. April zum Tag des Grünens (みどりの日 midori no hi). Dieser wurde 2007 auf den 4. Mai verlegt, der aufgrund der kokumin-no-kyūjitsu-Regelung häufig ebenfalls arbeitsfrei war, und der 29. April zum Gedenktag an den Shōwa-Kaiser. Am 29. April beginnt zugleich auch die sogenannte Goldene Woche, die bis zum 5. Mai reicht und noch drei weitere Feiertage enthält. Viele werktätige Japaner nehmen sich in diesem Zeitraum Urlaub, viele Firmen und Behörden schließen.

### Mai
- Verfassungsgedenktag (憲法記念日 kenpō kinenbi): 3. Mai. Feiertag seit 1948.
- Tag des Grüns (みどりの日 midori no hi): 4. Mai
 Der 4. Mai war bis 2006 kein Feiertag an sich, war jedoch regelmäßig kokumin no kyūjitsu. 2007 wurde der Tag der Umwelt vom 29. April auf den 4. Mai verlegt und der 29. April zum Shōwa-Tag.
- Tag des Kindes (こどもの日 kodomo no hi): 5. Mai
Zum Kindertag werden vor jedem Haus mit Nachwuchs Fahnen in Karpfenform aufgehängt, die sogenannten Koinobori. Es gibt jeweils für den Vater einen großen schwarzen, für die Mutter einen roten und jeden Sohn einen blauen, oft auch in verschiedenen Größen, je nach Alter. Ursprünglich hieß der Tag Tango no sekku (端午の節句) und war ein Festtag ausschließlich für Jungen. 1948 änderte sich jedoch die Bedeutung des Tages zu einem, an dem den Kindern Glück und Gesundheit gewünscht wird.

### Juli
- Tag des Meeres (海の日 umi no hi): Am 3. Montag im Juli. Dieser Feiertag wurde erst 1996 eingeführt, um die lange feiertagslose Zeit zwischen Mai und September aufzulockern. (Bis 2002 wurde er am  20. Juli gefeiert.)

### August
- Tag des Berges (山の日 yama no hi): 11. August. Dieser Feiertag, der Gelegenheit geben soll, den Bergen näher zu kommen und ihnen zu danken, wurde im April 2014 durch das nationale Feiertagsgesetz eingeführt. Er fand erstmals 2016 statt.[3][1]

### September
- Tag der Ehrung der Alten (敬老の日 keirō no hi): Am dritten Montag im September (bis 2002 am 15. September). Dieser Tag ist seit 1966 Feiertag.
- Herbstanfang (秋分の日 shūbun no hi): Um den 22. September.

### Oktober
- Tag des Sports (体育の日 taiiku no hi): Am zweiten Montag im Oktober (bis 1999 am 10. Oktober, Jahrestag des Beginns der XVIII. Olympischen Sommerspiele in Tokio 1964). Feiertag seit 1966.
An diesem Tag finden in vielen Schulen und Kindergärten Japans Sportfeste statt.

### November
- Tag der Kultur (文化の日 bunka no hi): 3. November (von 1927 bis 1947 Gedenktag für den Geburtstag von Kaiser Meiji)
- Arbeitsdank-Tag (勤労感謝の日 kinrō kansha no hi wörtlich Tag des Dankes der Arbeit): 23. November. Feiertag seit 1948.

## Sonstige Festtage
- Setsubun (節分): 3. Februar
Nach dem Mondkalender beginnt an diesem Tag der Frühling (立春, risshun), obwohl es die kälteste Zeit in Japan ist. Traditionell wirft der Familienvorstand innerhalb und außerhalb des Hauses Bohnen und ruft dabei fuku wa uchi, oni wa soto. (「福は内、鬼は外。」, dt. „Glück herein! Böse Geister heraus!“). Fenster und Türen sind dabei geöffnet. Anschließend isst man die Bohnen, je Lebensjahr eine. An vielen Tempeln und Schreinen (vor allem an den Kannon-Tempeln) finden an dem Tag Feste statt, an denen auch Bohnen geworfen werden.

Puppenfest

- Mädchenfest (雛祭, hinamatsuri): 3. März
Es werden Puppen (人形, ningyō) in historischen Kimonos ausgestellt.  Dieser Feiertag ist den Mädchen gewidmet. Dem Aberglauben nach nehmen die Puppen böse Geister in sich auf und schützen so die Besitzer. Der Ursprung des Feiertags liegt im nagashibina (流し雛, dt. „Treibenlassen von Puppen“), man setzt an diesem Tag Papierfiguren in ein Boot im Fluss, das dann die bösen Geister mitnimmt. Traditionell wird an diesem Fest Amazake (甘酒, dt. „süßer Sake“) getrunken.
- Irei no hi (慰霊の日): Gedenktag in der Präfektur Okinawa, der an das Ende der Schlacht um Okinawa am 23. Juni 1945 erinnert.
- Sternenfest („Tanabata“): Am 7. Juli jeden Jahres wird das Sternenfest gefeiert, das auf eine chinesische Fabel von dem Kuhhirten und der Weberprinzessin zurückgeht. An diesem Tag werden Wünsche auf Zettel geschrieben und an Bambuszweige gehängt. Mancherorts werden die Zweige auf dem Fluss ausgesetzt und angezündet. (Mehr dazu hier.)
- O-bon (お盆, obon): 13. August
Buddhistischer Gedenktag für die Verstorbenen. Viele Japaner fahren dazu in ihren Heimatort, die meisten Firmen machen für einige Tage Betriebsferien, die etwa vier bis sieben Tage um den 13. August umfassen. Behörden und öffentliche Institutionen bleiben jedoch geöffnet, da in Japan eine strikte Trennung von Religion und Staat herrscht und sie daher religiöse Festtage ignorieren müssen.
- Sieben-Fünf-Drei (七五三, shichi go san): 15. November
An diesem Tag ist es üblich, dass Eltern drei- oder siebenjähriger Mädchen sowie fünfjähriger Jungen mit diesen zum Shintō-Schrein gehen, um für deren Gesundheit, Sicherheit und glückliche Zukunft zu beten. In manchen Landesteilen kommen auch die dreijährigen Jungen mit. Dabei werden die Kinder förmlich gekleidet und es werden förmliche Fotos gemacht; außerdem kauft man spezielle Süßigkeiten und verteilt sie hinterher an Verwandte und Bekannte. Der Brauch entstand einst, um bei der damaligen hohen Kindersterblichkeit dem örtlichen Gott für das Überleben des Kindes zu danken. Heute werden jedoch statt des örtlichen oft größere, bekanntere Schreine in etwas weiterer Entfernung aufgesucht.